# Dorfbach (Liebochbach)
Der Dorfbach ist ein rund 0,5 Kilometer langer linker Nebenfluss des Liebochbaches in der Steiermark. Er entspringt östlich des Hauptortes von Stiwoll und mündet direkt im Ort in den Liebochbach.